# Lachaise
Lachaise és un municipi francès situat al departament del Charente i a la regió de la Nova Aquitània. L'any 2007 tenia 285 habitants.

## Demografia

### Població
El 2007 la població de fet de Lachaise era de 285 persones. Hi havia 116 famílies de les quals 24 eren unipersonals (16 homes vivint sols i 8 dones vivint soles), 32 parelles sense fills, 52 parelles amb fills i 8 famílies monoparentals amb fills.
La població ha evolucionat segons el següent gràfic:
Habitants censats

### Habitatges
El 2007 hi havia 144 habitatges, 114 eren l'habitatge principal de la família, 18 eren segones residències i 12 estaven desocupats. Tots els 144 habitatges eren cases. Dels 114 habitatges principals, 96 estaven ocupats pels seus propietaris, 16 estaven llogats i ocupats pels llogaters i 2 estaven cedits a títol gratuït; 2 tenien dues cambres, 12 en tenien tres, 33 en tenien quatre i 67 en tenien cinc o més. 101 habitatges disposaven pel capbaix d'una plaça de pàrquing. A 43 habitatges hi havia un automòbil i a 65 n'hi havia dos o més.

### Piràmide de població
La piràmide de població per edats i sexe el 2009 era:
| Homes | Edats   | Dones |
| ----- | ------- | ----- |
| 0     | 95 o +  | 0     |
| 1     | 90 a 94 | 1     |
| 1     | 85 a 89 | 5     |
| 0     | 80 a 84 | 3     |
| 5     | 75 a 79 | 3     |
| 6     | 70 a 74 | 6     |
| 11    | 65 a 69 | 10    |
| 5     | 60 a 64 | 11    |
| 4     | 55 a 59 | 3     |
| 9     | 50 a 54 | 10    |
| 12    | 45 a 49 | 14    |
| 13    | 40 a 44 | 5     |
| 16    | 35 a 39 | 12    |
| 8     | 30 a 34 | 14    |
| 11    | 25 a 29 | 8     |
| 4     | 20 a 24 | 5     |
| 13    | 15 a 19 | 9     |
| 14    | 10 a 14 | 11    |
| 8     | 5 a 9   | 11    |
| 6     | 0 a 4   | 2     |

## Economia
El 2007 la població en edat de treballar era de 175 persones, 136 eren actives i 39 eren inactives. De les 136 persones actives 128 estaven ocupades (71 homes i 57 dones) i 8 estaven aturades (3 homes i 5 dones). De les 39 persones inactives 17 estaven jubilades, 9 estaven estudiant i 13 estaven classificades com a «altres inactius».

### Ingressos
El 2009 a Lachaise hi havia 117 unitats fiscals que integraven 287 persones, la mediana anual d'ingressos fiscals per persona era de 16.667 €.

### Activitats econòmiques
Dels 8 establiments que hi havia el 2007, 1 era d'una empresa de construcció, 4 d'empreses de comerç i reparació d'automòbils, 2 d'empreses d'hostatgeria i restauració i 1 d'una empresa de serveis.
Dels 2 establiments de servei als particulars que hi havia el 2009, 1 era una lampisteria i 1 restaurant.
L'any 2000 a Lachaise hi havia 22 explotacions agrícoles que ocupaven un total de 629 hectàrees.

## Equipaments sanitaris i escolars
El 2009 hi havia una escola elemental integrada dins d'un grup escolar amb les comunes properes formant una escola dispersa.

## Poblacions més properes
El següent diagrama mostra les poblacions més properes.